# Diecéze Hasselt
Diecéze Hasselt (latinsky Dioecesis Hasseletensis) je římskokatolická diecéze na území Belgie se sídlem v Hasseltu, která je sufragánní vůči arcidiecézi mechelensko-bruselské. Pod její teritoriální jurisdikcí se nachází belgická provincie Limburk.

## Historie
Diecézi zřídil papež Pavel VI. bulou Qui christianorum z 31. května 1967, přičemž teritorium bylo vzato z území diecéze lutyšské, takže v původní diecézi zůstaly frankofonní farnosti a v nové diecézi vlámsky mluvící.